# Bahnstrecke Kravaře ve Slezsku–Chałupki
| Kursbuchstrecke (SŽ): | 317                  |                                                |                                                |
| Streckenlänge: | 21,270 km            |                                                |                                                |
| Spurweite: | 1435 mm (Normalspur) |                                                |                                                |
| Streckenklasse: | C3                   |                                                |                                                |
| Streckengeschwindigkeit: | 60 km/h              |                                                |                                                |
| |                      |                                                |                                                |
| \| \| \| von Opava východ \| \| \| \| 0,000 \| Kravaře ve Slezsku früher Deutsch Krawarn \| Kravaře ve Slezsku früher Deutsch Krawarn \| \| \| \| nach Racibórz Studzienna \| \| \| \| 2,406 \| Kravaře–Kouty früher Kauthen \| Kravaře–Kouty früher Kauthen \| \| \| 5,644 \| Dolní Benešov-Zábřeh früher Oppau \| Dolní Benešov-Zábřeh früher Oppau \| \| \| 8,294 \| Dolní Benešov früher Beneschau \| Dolní Benešov früher Beneschau \| \| \| \| vlečka MSA \| \| \| \| 11,365 \| Kozmice früher Kosmütz \| Kozmice früher Kosmütz \| \| \| 14,400 \| Hlučín früher Hultschin \| Hlučín früher Hultschin \| \| \| \| vlečka Hospodářské družstvo \| \| \| \| 15,029 \| \| \| \| \| \| Jasénka \| \| \| \| 17,750 \| Ludgeřovice früher Ludgerstal \| Ludgeřovice früher Ludgerstal \| \| \| 20,220 \| Petřkovice doly \| Petřkovice doly \| \| \| \| Verbindung zur Straßenbahn Ostrava (1950–1982) \| \| \| \| \| \| \| \| \| \| \| \| \| \| 21,270 \| Petřkovice \| Petřkovice \| \| \| \| (nie fertiggestellt) \| \| \| \| \| Staatsgrenze Tschechien–Polen (seit 1920) \| \| \| \| \| von Bohumín \| \| \| \| \| Chałupki früher Annaberg (Oberschles) \| \| \| \| \| nach Kędzierzyn-Koźle \| \| \| \| \| \| \| \| Quellen: [1][2] \| \| \| \| |                      |                                                |                                                |
| Strecke |                      | von Opava východ                               | von Opava východ                               |
| Bahnhof | 0,000                | Kravaře ve Slezsku früher Deutsch Krawarn      | Kravaře ve Slezsku früher Deutsch Krawarn      |
| Abzweig geradeaus und nach links |                      | nach Racibórz Studzienna                       | nach Racibórz Studzienna                       |
| Haltepunkt / Haltestelle | 2,406                | Kravaře–Kouty früher Kauthen                   | Kravaře–Kouty früher Kauthen                   |
| Haltepunkt / Haltestelle | 5,644                | Dolní Benešov-Zábřeh früher Oppau              | Dolní Benešov-Zábřeh früher Oppau              |
| Bahnhof | 8,294                | Dolní Benešov früher Beneschau                 | Dolní Benešov früher Beneschau                 |
| Abzweig geradeaus und nach rechts |                      | vlečka MSA                                     | vlečka MSA                                     |
| Haltepunkt / Haltestelle | 11,365               | Kozmice früher Kosmütz                         | Kozmice früher Kosmütz                         |
| Bahnhof | 14,400               | Hlučín früher Hultschin                        | Hlučín früher Hultschin                        |
| Abzweig geradeaus und nach rechts |                      | vlečka Hospodářské družstvo                    | vlečka Hospodářské družstvo                    |
| | 15,029               |                                                |                                                |
| Brücke über Wasserlauf (Strecke außer Betrieb) |                      | Jasénka                                        | Jasénka                                        |
| Haltepunkt / Haltestelle (Strecke außer Betrieb) | 17,750               | Ludgeřovice früher Ludgerstal                  | Ludgeřovice früher Ludgerstal                  |
| Haltepunkt / Haltestelle (Strecke außer Betrieb) | 20,220               | Petřkovice doly                                | Petřkovice doly                                |
| Abzweig mit U-Bahn geradeaus und nach rechts (Strecke außer Betrieb) |                      | Verbindung zur Straßenbahn Ostrava (1950–1982) | Verbindung zur Straßenbahn Ostrava (1950–1982) |
| Brücke (Strecke außer Betrieb) |                      |                                                |                                                |
| Brücke (Strecke außer Betrieb) |                      |                                                |                                                |
| Bahnhof (Strecke außer Betrieb) | 21,270               | Petřkovice                                     | Petřkovice                                     |
| Strecke (außer Betrieb) |                      | (nie fertiggestellt)                           | (nie fertiggestellt)                           |
| Grenze (Strecke außer Betrieb) |                      | Staatsgrenze Tschechien–Polen (seit 1920)      | Staatsgrenze Tschechien–Polen (seit 1920)      |
| Abzweig ehemals geradeaus und von rechts |                      | von Bohumín                                    | von Bohumín                                    |
| Bahnhof |                      | Chałupki früher Annaberg (Oberschles)          | Chałupki früher Annaberg (Oberschles)          |
| Strecke |                      | nach Kędzierzyn-Koźle                          | nach Kędzierzyn-Koźle                          |
| |                      |                                                |                                                |
| Quellen: |                      |                                                |                                                |

Die Bahnstrecke Kravaře ve Slezsku–Chałupki ist eine regionale normalspurige Eisenbahnverbindung in Tschechien. Sie zweigt in Kravaře ve Slezsku (Deutsch Krawarn) von der Bahnstrecke Racibórz–Opava ab und führt über Dolní Benešov (Benischau) nach Hlučín (Hultschin). Die weitere Strecke bis Chałupki (Annaberg) in Polen wurde infolge des Ersten Weltkrieges nicht fertiggestellt und später nur bis Petřkovice (Petrzkowitz / Petershofen) in Betrieb genommen.
In Betrieb ist heute nur noch der Abschnitt zwischen Kravaře ve Slezsku und Hlučín. Der weitere Abschnitt bis Petřkovice ist nach einer zwischenzeitlichen Nutzung durch die Straßenbahn Ostrava zwischen 1950 und 1982 stillgelegt und abgebaut; heute verläuft die Staatsstraße I/56 auf der ehemaligen Bahntrasse.
Nach einem Erlass der tschechischen Regierung ist die Strecke zwischen Kravaře ve Slezsku und Hlučín seit dem 20. Dezember 1995 als regionale Bahn („regionální dráha“) klassifiziert.

## Geschichte
Die Strecke von Deutsch Krawarn bis Hultschin wurde am 28. Oktober 1913 durch die Preußischen Staatseisenbahnen, Eisenbahndirektion Kattowitz als Nebenbahn eröffnet. Der Bau der weiteren Strecke bis Annaberg wurde infolge des Ersten Weltkrieges zunächst verzögert und dann abgebrochen. Neben der im Bau befindlichen Strecke von Hultschin nach Annaberg war auch noch eine Zweigstrecke von Hultschin nach Haatsch vorgesehen. Der Fahrplan der Preußischen Staatseisenbahnen verzeichnete ab 1. Mai 1914 vier Personenzugpaare 1. bis 4. Klasse zwischen Deutsch Krawarn und Hultschin.

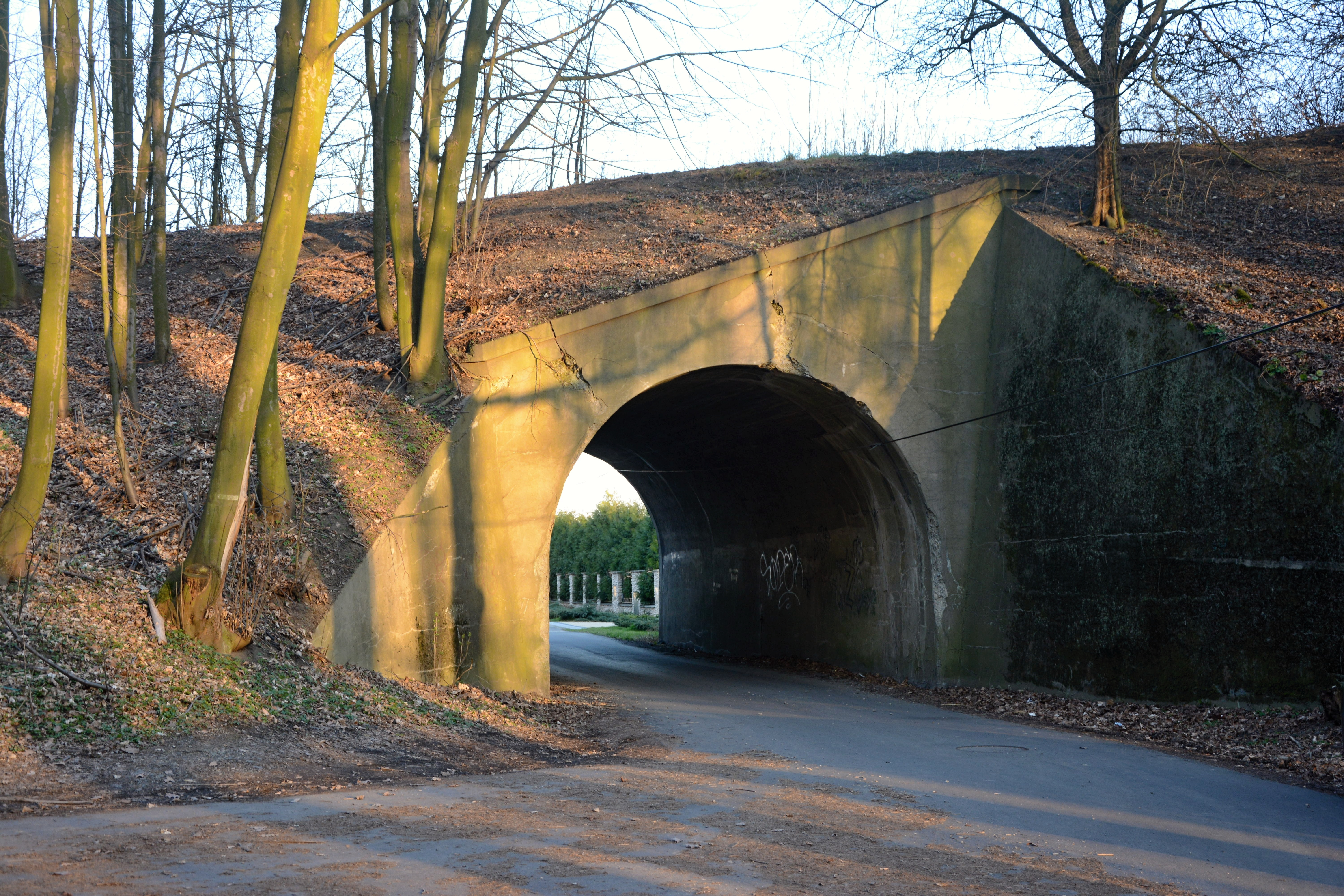
Unterführung in Ostrava-Koblov am nicht fertiggestellten Abschnitt zwischen Petřkovice und Chałupki (2020)

Nach dem Ersten Weltkrieg beanspruchte die neugegründete Tschechoslowakei das sogenannte Hultschiner Ländchen für ihr Staatsgebiet. Der Versailler Vertrag übernahm diese Forderung. Am 10. Januar 1920 ging das Gebiet ohne Volksabstimmung an die Tschechoslowakei über.
Die Tschechoslowakischen Staatsbahnen (ČSD) stellten die Strecke später bis Petershofen fertig. Am 14. Juni 1925 ging der Abschnitt in Betrieb. Die Weiterführung über die neu gezogene Staatsgrenze nach Annaberg blieb unvollendet, da dafür kein Verkehrsbedürfnis mehr bestand. Stattdessen planten die ČSD eine Verbindung von Petřkovice nach Hrušov, die infolge der Weltwirtschaftskrise und dem Zweiten Weltkrieg nicht mehr realisiert wurde.
Der Einsatz moderner Motorzüge ermöglichte Anfang der 1930er Jahre sowohl eine Verdichtung des Fahrplanes als auch eine Fahrzeitverkürzung. Der ab 7. Oktober 1937 gültige Fahrplan der ČSD verzeichnete fünf Personenzugpaare zwischen Kravaře ve Slezsku und Petřkovice, die ausschließlich mit Motorzügen geführt wurden. Drei weitere bedienten Teilstrecken.
Infolge des Münchner Abkommens war das Hultschiner Ländchen ab 1. Oktober 1938 wieder deutsches Staatsgebiet. Betreiber der Strecke war fortan die Deutsche Reichsbahn, Reichsbahndirektion Oppeln.
Am Ende des Zweiten Weltkrieges war die Strecke im April 1945 von Kampfhandlungen betroffen, die zu einigen Zerstörungen führten. Die Wehrmacht sprengte bei ihrem Rückzug die beiden großen Brücken in der Ortslage Petershofen.

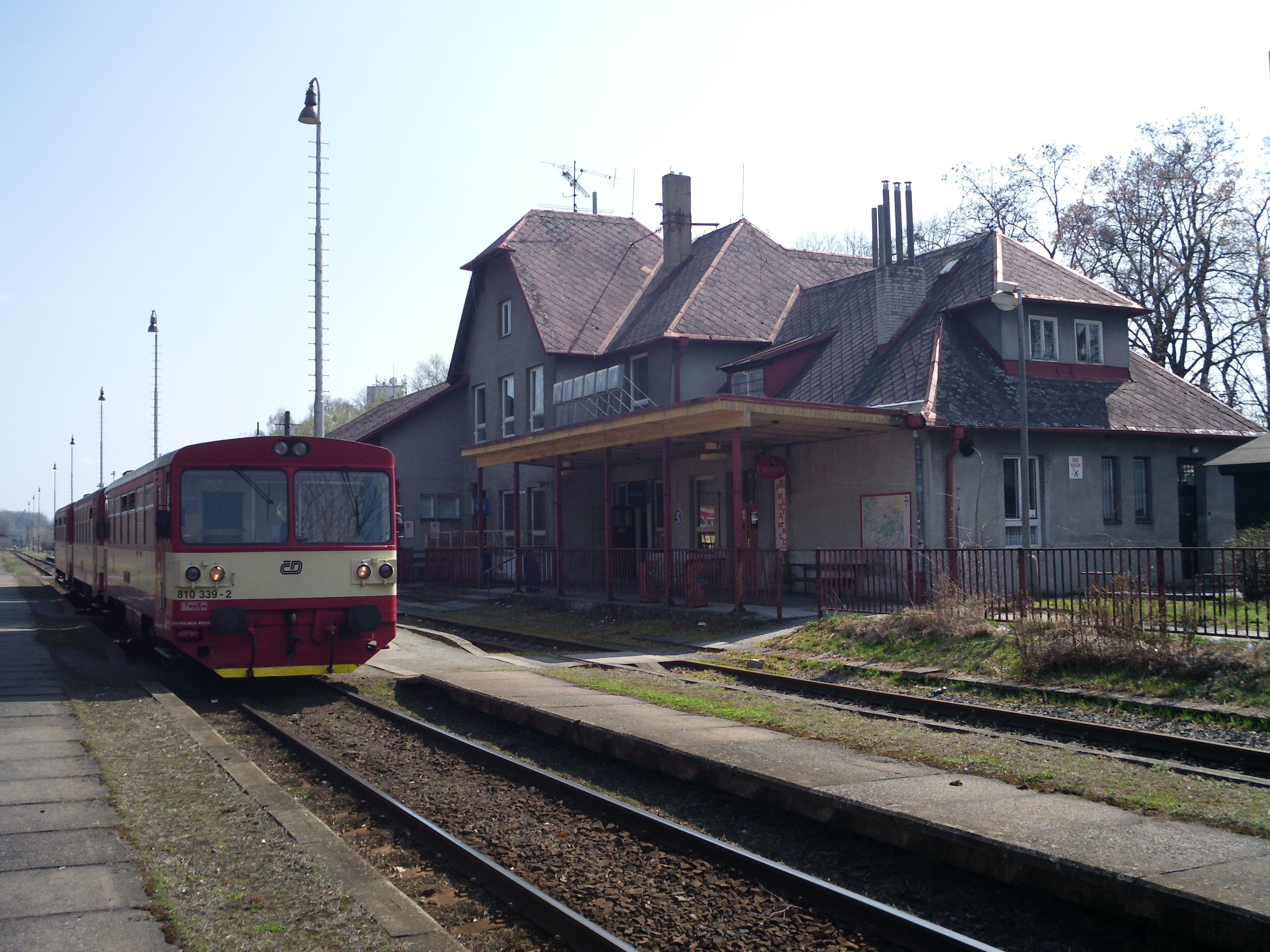
Bahnhof Hlučín (2012)

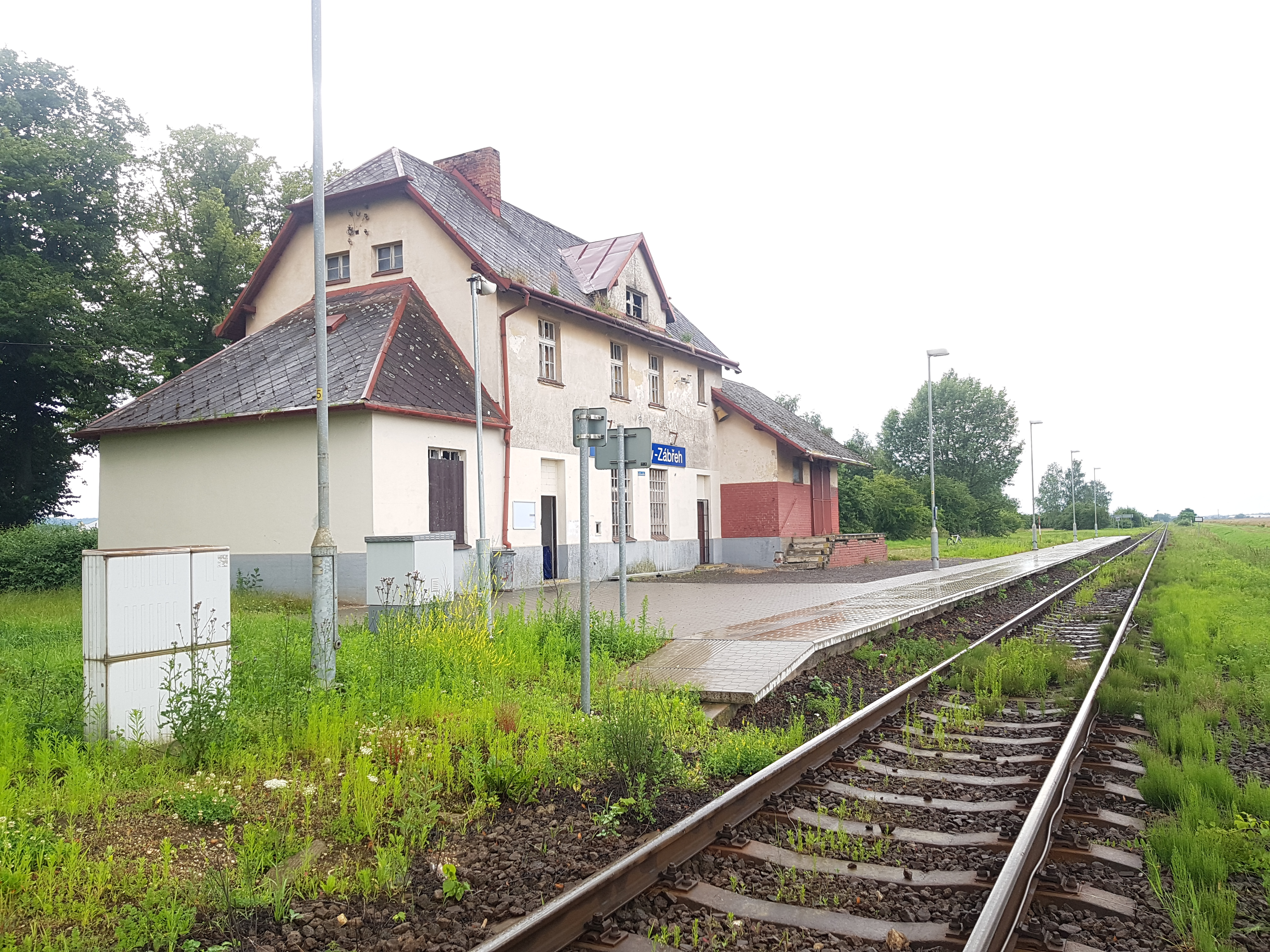
Haltestelle Dolní Benešov-Zábřeh (2020)

Nach Kriegsende kam das Hultschiner Ländchen wieder an die Tschechoslowakei zurück. Die ČSD bauten die zerstörten Brücken in der Ortslage Petřkovice nicht mehr auf und bauten die Gleise östlich davon ab. Zugverkehr gab es zunächst nur bis Petřkovice doly. Ab 1950 verkehrten die Personenzüge dann nur noch in der Relation Opava východ–Hlučín.
Am 5. November 1950 ging die Strecke von Hlučín bis Petřkovice doly käuflich an den städtischen Verkehrsbetrieb Ostrava (Dopravní podnik Ostrava; DPO) über. Am 29. Dezember 1950 wurde ein Straßenbahnbetrieb zwischen Ostrava und Hlučín aufgenommen, nach dem die Strecke mit 600 Volt Gleichspannung elektrifiziert und eine neue Straßenbahntrasse bis Petřkovice gebaut worden war. In Hlučín wurde eine Kuppelendstelle auf früheren Gütergleisen eingerichtet, ohne dass eine direkte Gleisverbindung zur verbliebenen Eisenbahnstrecke erhalten blieb. An der Haltestelle Petřkovice doly gab es ein Gleisdreieck, wo Straßenbahnzüge wenden konnten, in der Haltestelle Ludgeřovice eine Ausweiche. Am 1. Dezember 1982 wurde der Straßenbahnbetrieb jedoch wieder eingestellt und die Strecke abgebrochen. Der Bau einer Wendeschleife in Hlučín und der Einsatz zeitgemäßer Einrichtungsstraßenbahnwagen von ČKD Tatra erfolgte nicht mehr. Später wurde auf der Eisenbahntrasse die Fernstraße Silnice I/56 neu gebaut.
Seit Ende der 1990er Jahre besteht für die Personenzüge ein konsequenter Einstundentakt. Die Züge der Relation Opava východ–Hlučín kreuzen jeweils zur üblichen Symmetrieminute zur vollen Stunde in Kravaře ve Slezsku, wo jeweils ein Eckanschluss von und nach Chuchelná realisiert ist.
Seit dem Hochwasser in Mitteleuropa im September 2024 ist der Eisenbahnbetrieb wegen Schäden an der Strecke Chuchelná–Opava východ eingestellt.